# Малхасян, Мясник Жораевич
Мя́сник Жора́евич Малхася́н (арм. Մյասնիկ Մալխասյան, 15 февраля 1961, село Ттуджур, Апаранский район) — депутат парламента Армении.
- 1982—1987 — Ереванский государственный университет. Физик. Педагог.
- 1980—1982 — служил в советской армии.
- 1987 — работал учителем в селе Ттуджур, а в 1987—1995 — директор школы в селе Чкнах.
- 1990—1995 — депутат Апаранского райсовета.
- 1997—1999 — был начальником управления социальной защиты солдат министерства обороны Армении. Председателем Апаранского союза добровольцев «Еркрапа».
- 1995—1999 — был депутатом парламента. Член постоянной комиссии по обороне, внутренним делам и национальной безопасности. Член депутатской группы «Еркрапа».
- 1999—2003 — депутат парламента. Член постоянной комиссии по обороне, внутренним делам и национальной безопасности. Руководитель депутатской группы «Айастан».
- 12 мая 2007 — вновь избран депутатом от партии «РПА» (не будучи партийным деятелем).

## Награды
- Орден «За заслуги перед Отечеством» I степени (5 марта 2021 года) — за вклад в защиту и безопасность Родины борец за свободу[1].